# Neville Longbottom
En Neville Longbottom és un dels personatges del món fantàstic de Harry Potter creat per l'escriptora britànica J. K. Rowling.
En Neville és el fill únic dels famosos aurors Frank i Alice Longbottom, que van ser torturats fins a la bogeria per la Bel·latrix Lestrange i d'altres cavallers de la mort, i ara es troben en una sala a l'Hospital de San Mungo de Malalties i Lesions Màgiques.
Mentre passen els anys es torna molt més confiat i valent, sobretot després de la fugida de la Bel·latrix Lestrange, i també gràcies a l'Exèrcit d'en Dumbledore (ED). En Neville pertany a la residència Gryffindor i els seus millors amics són en Harry Potter, en Ronald Weasley, l'Hermione Granger, la Ginny Weasley i la Luna Lovegood.

## Característiques
En Neville és un noi de cara rodona, molt despistat i humil. Té pocs amics i és molt maldestre i descurat per a moltes coses.
El nen és molt humiliat pels seus companys i professors i això influeix en la seva falta de confiança en si mateix.
Aquesta falta de confiança comença a esvair-se quan la Bel·latrix Lestrange s'escapa de la presó.

## Novel·les de Harry Potter

### Dades Generals
Va néixer a finals de juliol de 1980. En Neville es va criar amb la seva àvia paterna, l'Augusta Longbottom, qui no se sent orgullosa d'ell perquè no ha heretat el talent del seu pare, ja que en Neville és una mica maldestre (especialment en Pocions) encara que es destaca en Botànica.

### La pedra filosofal
En Neville arriba el seu primer any al Hogwarts Express acompanyat per la seva àvia. Perd a la seva granota i en el viatge en tren es fa amic de l'Hermione Granger i ella l'ajuda a buscar a la seva granota, Pau. Mentre la busquen, en Neville i l'Hermione es troben amb en Harry Potter i en Ron Weasley.
A l'arribar a l'estació, en Hagrid troba a la seva granota i la hi torna.
Mentre es dirigeixen al col·legi Hogwarts en vaixell, en Neville i l'Hermione, pugen al mateix on estaven en Harry i en Ron.
Al moment de ser seleccionat, en Neville porta posat el barret mentre anava cap a la taula de Gryffindor per l'emoció i va haver de tornar per a retornar-lo.
Durant el primer any escolar, en Neville comet molts errors a les classes, un d'ells l'obliga a ser portat a la infermeria pel professor de pocions Severus Snape.
En l'entrenament de vol amb la Madame Hooch, en Neville es torna a la infermeria una altra vegada. Això causa molta discussió entre els nois de Gryffindor i Slytherin.
En Neville en tornar de la infermeria no es recorda de la contrasenya per a entrar a la Sala Comuna de Gryffindor. Després va al costat d'en Harry, en Ron i l'Hermione, a un duel que en Harry tenia amb en Draco.
Lamentablement era un parany i han de fugir per a no ser descoberts pel conserge Filch. Els quatre es perden entre els passadissos i arriben al lloc on es trobava en Fluffy, un enorme gos de tres caps, d'on han de fugir una altra vegada.
En un dels partits de quidditch (després que en Draco hagi humiliat a en Neville usant en ell un encanteri per a unir-li les cames), en Ron i en Neville tenen una baralla amb en Draco, en Vincent Crabbe i en Gregory Goyle.
"Jo valc per dotze com tu, Malfoy" - Va dir en Neville a en Draco Malfoy i recolzat per en Ron Weasley.
Quan l'Hermione Granger i en Harry Potter estaven intentant retornar en Norbert, el drac que en Hagrid va obtenir il·legalment, cap a en Charlie Weasley i els seus amics, són descoberts per l'Argus Filch i són detinguts al costat d'en Draco Malfoy (per passejar-se durant la nit per intentar descobrir el seu pla).
En Harry, l'Hermione, en Ron i en Draco són enviats al Bosc Prohibit com a càstig.
En finalitzar l'any en Neville guanya 10 punts per a la seva residència (atorgats pel director Dumbledore, per haver intentat detenir a en Harry, en Ron i l'Hermione (la qual cosa va fer que l'Hermione el petrifiqués sentint-se'n culpable), cosa que fa que Gryffindor guanyi la copa aquell any.
"Hi ha molts tipus de valentia, cal tenir un gran coratge per a oposar-se als nostres enemics, però fa falta el mateix valor per a fer-ho amb els nostres amics. Per tant, premio amb deu punts al senyor Neville Longbottom" - Albus Dumbledore

### Cambra Secreta
El segon any, quan el professor Gilbert Decors crea el Club de Duel, en Neville li toca amb en Justin Finch-Fletchley, un estudiant de Hufflepuff, però l'enfrontament és un desastre.
En ser oberta la Cambra dels Secrets, en Neville diu que per ser gairebé una llufa podria estar en perill malgrat que els seus companys li asseguren que un ésser de sang pura no és probable que sigui víctima d'un atac.

### El Pres d'Azkaban
En el tercer any en una classe de Pocions amb el professor Severus Snape, l'Snape intenta provar la poció (solució per a encongir) d'en Neville a en Pau. L'Hermione ajuda amb la poción a en Neville perquè la seva granota no mori enverinada. El professor Snape se n'adona i treu punts a Gryffindor.
En Neville s'enfronta al seu boggart amb l'ajuda del professor Remus Llopin. El boggart d'en Neville es converteix en l'Snape, disfressat de l'àvia d'en Neville.

### El Calze de Foc
En el quart any, en Neville sembla tenir un mal ànim quan esmenten el Torneig dels Tres Mags, al dir que el mai estaria preparat per a alguna cosa com això.
En la classe de l'Ull-foll Murri, en Neville s'espanta quan en Murri utilitza el malefici imperdonable, Cruciatus en una aranya. A l'acabar la classe el professor li dona a en Neville un llibre sobre plantes aquàtiques.
Per al ball de Nadal, en Neville convida a l'Hermione Granger dient que ella va ser molt amable amb ell des del primer any, però l'Hermione li diu que ella ja té parella, llavors en Neville convida a la Ginny Weasley.
"Sóc la parella d'en... d'en Neville. M'ho va demanar després que l'Hermione li digués que no, i jo vaig pensar... bé..." - Ginny Weasley
En una visita que en Harry té amb el director de Hogwarts, l'Albus Dumbledore, s'assabenta sense voler que els pares d'en Neville, en Frank i l'Alice Longbottom, van ser torturats fins a la bogeria per uns cavallers de la mort entre ells Barty Mauch Jr..
"Els Longbottom eren molt volguts. L'atac contra ells va ser posterior a la caiguda de Voldemort, quan tot el món se sentia ja segur." - Albus Dumbledore

### L'orde del Fènix
En el moment que en Harry i la Ginny Weasley buscaven un compartiment al Hogwarts Express en el cinquè llibre, es troben amb en Neville parat a fora d'un compartiment gairebé buit. En Neville no volia entrar perquè dins hi estava la Luna Lovegood i segons en Harry, ella semblava boja. No obstant això, els tres entren i creen una conversa amena.
En aquest moment en Neville els ensenya un regal que li va fer el seu oncle Algie, era una planta anomenada Mimbulus mimbletonia.
En el moment que arriben a la sala comuna de Gryffindor, a Hogwarts, en Neville ofereix tot el seu suport a en Harry, quan el Periòdic Profètic feia contra-campanya pel que feia el director de Hogwarts, l'Albus Dumbledore i contra en Harry, per dir que en Lord Voldemort havia tornat. En Neville va dir que la seva àvia va cancel·lar la seva supscripció al Periòdic Profètic perquè cada dia està decaient més.
En Neville podia veure els cavalls vesprals perquè va veure al seu avi morir. Quan la Dolors Umbridge intenta fer semblar que la classe d'en Rubeus Hagrid és un desengany, en Neville intenta defensar-lo.
Després en Neville s'uneix a l'Exèrcit d'en Dumbledore i dona tota la seva confiança a en Harry contant sobre les seves fites al col·legi Hogwarts.
Durant les vacances, en Harry, l'Hermione i els Weasley visiten a l'Arthur Weasley a San Mungo, en Harry, l'Hermione i en Ron veuen al professor Gilbert Decors i decideixen anar amb ell. Per accident es troben aquí amb en Neville i la seva àvia Augusta visitant a en Frank i l'Alice Longbottom (els pares d'en Neville).
"Bé, no veig perquè has d'avergonyir-te! N'hauries d'estar orgullós, Neville, orgullós! Ells no van donar la seva salut i la seva sanitat perquè el seu únic fill s'avergonyís d'ells, ja saps!" - Augusta Longbottom.
En Neville i la seva àvia es van trobar amb en Harry, l'Hermione i en Ron i van tenir una llarga conversa.
En Neville va pensar que els seus amics es riurien d'ell a l'assabentar-se que els seus pares estaven a San Mungo, però cap ho va fer quan en Neville i la seva àvia van sortir. Abans d'això l'Alice Longbottom li va lliurar un embolcall de goma de mastegar Drooble.
Quan els exàmens GNOM van arribar, en Neville va dir que la seva àvia coneixia la Griselda Marchbanks, un dels superiors del Wizengamot.
En Neville participa entre els membres de l'Exèrcit d'en Dumbledore que es van veure embolicats en una baralla que es va fer a la Conselleria d'Afers Màgics, on es va trencar la vareta d'en Neville.

### El misteri del Príncep
En el sisè any d'en Neville, la seva àvia li compra una nova vareta que té pèl d'unicorn i a més és una de les últimes varetes que l'Ollivander ven abans de desaparèixer. En Harry es preguntava que hagués passat si en Lord Voldemort hagués decidit anar a la casa dels Longbottom en comptes que a la dels Potter, i si l'Alice Longbottom hagués fet el mateix que la Lily Evans.
La nit de l'atac a Hogwarts, en Neville i la Luna Lovegood són els únics membres de l'Exèrcit d'en Dumbledore que responen al missatge d'ajuda que l'Hermione Granger envia fent servir les monedes encantades. En Neville lluita juntament amb la Ginny, la Tonks, en Llopin, en Ron i en Bill Weasley contra els cavallers de la mort a la torre d'astronomia. Malgrat estar ferit, en Neville intentar seguir en Draco Malfoy al cim de la torre, però és tocat per un encanteri que el deixa sense forces. En Neville és dut a la infermeria i després va assistir al funeral de l'Albus Dumbledore ajudat per la Luna Lovegood.

### Relíquies de la Mort
En el setè any, en Neville té problemes al col·legi, ja que hi ha dos professors, els germans Al·lecto i Amycus Carrow, que són cavallers de la mort, i ell fa el possible per fastiguejar-los. En aquest any, apareix com un personatge ple de seguretat i confiança. Juntament amb la Luna i la Ginny, es converteix en un dels líders de la resistència a Hogwarts en contra del règim del professor Snape. Ells intenten robar l'espasa de Gryffindor del despatx del director. Quan la Luna és segrestada per Nadal i quan la Ginny no pot tornar després de Pasqua, queda sol com a cap de l'Exèrcit d'en Dumbledore.
Més endavant en Harry, en Ron i l'Hermione s'uneixen a ell i els altres membres de l'ED que s'amagaven a la Sala de la Necessitat. Insisteix a ajudar en la cerca de l'horricreu amagat a Hogwarts. Lluita a la batalla final contra els cavallers de la mort. Quan tots creuen que en Voldemort ha matat en Harry Potter, en Neville intenta atacar per si sol en Voldemort que intenta convènce'l d'unir-se a ell. Al no aconseguir-ho i declarar la seva fidelitat a l'Exèrcit d'en Dumbledore, el petrifica i li posa al cap el barret que tria, que comença a cremar-se. En la confusió creada per l'atac dels centaures, l'encanteri d'en Voldemort s'esvaeix i en Neville usa l'espasa de Gryffindor per matar a la serp Nagini, que era l'últim horricreu que quedava. En Harry crea un encanteri protector i en Neville aconsegueix tornar a les files dels defensors de Hogwarts. En la celebració final se'l veu "envoltat d'admiradors".

### Vida després de la Guerra
En l'epílog 19 anys després és esmentat per en James Sirius Potter (fill d'en Harry Potter) dient que és professor de botànica.
La J. K. Rowling durant la seva gira nord-americana ha dit que en Neville es va casar amb la Hannah Abbott (Hufflepuff del mateix curs que en Neville) i que aquesta es converteix en tavernera de "La marmita foradada", on viuen durant les vacances escolars.
La seva mare, Ginny Weasley, li demana al seu fill James que li doni molts records a en Neville, a l'Andana 9 i 3/4, abans de partir cap a Hogwarts.
Es desconeix si en Neville va tenir fills o no.

## La importància del personatge
En Neville, malgrat la seva malaptesa, té un paper molt important en la saga.
Els pares d'en Neville, igual que els d'en Harry, havien desafiat 3 vegades a Voldemort. I segons una profecia l'únic que podia derrotar el Senyor de les Forces del Mal era el fill de "aquells que l'han desafiat tres vegades".
Com tots sabem, en Voldemort va escollir en Harry com l'implicat en dita profecia. Però l'important a destacar aquí, és que en Neville va poder haver estat també l'elegit.
I encara que podria dir-se que en Neville no va córrer la mateixa fortuna que el seu amic, quedà igual que aquest parcialment orfe a l'embogir els seus pares.